# Liste der Monuments historiques in Sars-et-Rosières
Die Liste der Monuments historiques in Sars-et-Rosières führt die Monuments historiques in der französischen Gemeinde Sars-et-Rosières auf.

## Liste der Bauwerke
| Bezeichnung     | Beschreibung | Standort | Kennzeichnung | Schutzstatus | Datum | Bild |
| --------------- | ------------ | -------- | ------------- | ------------ | ----- | ---- |
| Château du Loir | Schloss      | (Lage)   | PA00107807    | Inscrit      | 1969  |      |